# Gonçalo Ramos
Gonçalo Matias Ramos (ur. 20 czerwca 2001) – portugalski piłkarz, występujący na pozycji napastnika we francuskim klubie Paris Saint-Germain oraz w reprezentacji Portugalii. Uczestnik Mistrzostw Świata 2022. 

## Kariera klubowa
Urodzony w Almodovar, Ramos rozpoczynał karierę piłkarską w młodzieżowych drużynach lokalnego klubu Olhanense. 13 stycznia 2019 zadebiutował w zawodowej piłce w meczu Benfiki B, zastępując w 84. minucie Nuno Tavaresa. Mecz ten zakończył się wygraną Bragi B 3–2. Debiut w pierwszej drużynie miał miejsce 21 lipca 2020 w wygranym 4:0 wyjazdowym meczu z CD Aves w Primeira Liga. Pojawił się na boisku wówczas w 85. minucie zmieniając Pizziego i zdobył dwie bramki w zaledwie 8 minut.
7 sierpnia 2023 przeniósł się do Paris Saint-Germain na zasadzie rocznego wypożyczenia, z opcją wykupupienia za kwotę 65 milionów euro oraz 15 milionów euro zmiennych. Pięć dni później zadebiutował w nowym klubie w zremisowanym 0:0 meczu z Lorient. Pierwsze dwa gole strzelił w starciu przeciwko Olympique Marsylia (4:0). 22 listopada 2023 francuski klub poinformował, że wykupił Ramosa z Benfiki, a zawodnik podpisał kontrakt do 2028.

## Kariera reprezentacyjna
Ramos był zawodnikiem portugalskiego zespołu, który zajął drugie miejsce na Mistrzostwach Europy U-19 w Armenii w 2019 roku. Był najlepszym strzelcem z czterema golami w pięciu występach, w tym hat-trickiem w wygranym 4:0 meczu z Irlandią w półfinale.
W 2021 roku pojechał na Mistrzostwa Europy U-21. Na tym turnieju był jednak głównie rezerwowym i zdobył tylko jedną bramkę (w ćwierćfinale z Włochami).
W 2022 pojechał z reprezentacją Portugalii na Mistrzostwa Świata w Katarze, gdzie zdobył 3 bramki, wszystkie w meczu przeciw Szwajcarii. Został najmłodszym w historii zdobywcą hat tricka w fazie pucharowej mistrzostw świata od czasu Pelé.
W 2024 roku zagrał na Mistrzostwach Europy 2024 w Niemczech, gdzie doszedł z reprezentacją do ćwierćfinału. 
8 czerwca 2025 roku triumfował z reprezentacją w Lidze Narodów.

## Sukcesy

### SL Benfica
- Mistrzostwo Portugalii: 2022/2023

### Paris Saint-Germain
- Mistrzostwo Francji: 2023/2024, 2024/2025
- Puchar Francji: 2023/2024, 2024/2025
- Superpuchar Francji: 2023, 2024
- Liga Mistrzów UEFA: 2024/2025

### Reprezentacyjne
- Wicemistrzostwo Europy U-19: 2019
- Wicemistrzostwo Europy U-21: 2021
- Liga Narodów 2024/2025

### Indywidualne
- Król strzelców Ligi Młodzieżowej UEFA: 2019/2020 (8 goli)

### Wyróżnienia
- Piłkarz miesiąca Primeira Liga: Październik/Listopad 2022[10], Marzec 2023[11]
- Napastnik miesiąca Primeira Liga: Październik/Listopad 2022[12], Marzec 2023
- Drużyna sezonu Primeira Liga: 2022/2023[13]